# Megachernes loebli
Megachernes loebli är en spindeldjursart som beskrevs av Wolfgang Schawaller 1991. Megachernes loebli ingår i släktet Megachernes och familjen blindklokrypare. Inga underarter finns listade i Catalogue of Life.